# Costanzo Angelini

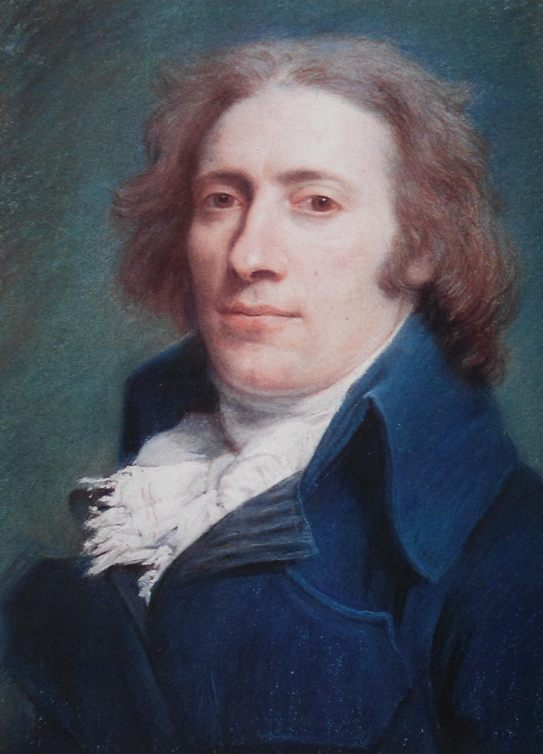
Selbstporträt

Costanzo Angelini (* 22. Oktober 1760 in Santa Giusta; † 22. Juni 1853 in Neapel) war ein italienischer Maler, Graveur und Literat.
Er war ein neoklassischer Künstler und lebte ab 1790 dauerhaft in Neapel. Er war Hofmaler. Er galt als einer der besten italienischen Porträtmaler des frühen 19. Jahrhunderts.

## Biografie
Costanzo Angelini wurde am 22. Oktober 1760 in Santa Giusta (damals ein Weiler von Amatrice in der Provinz L’Aquila) als Sohn von Francesco und Francesca de Laurentis geboren. Nachdem er sich bereits in jungen Jahren in Rom niedergelassen hatte, um sein Literaturstudium abzuschließen, widmete er sich der Malerei und besuchte das Atelier von Marco Caprinozzi, einem Schüler von Pietro Bianchi, von der Carracci-Schule. Später besuchte er die Accademia di San Luca und war Schüler von Domenico Corvi.
1790 zog er nach Neapel, wo er Mariangela Rega heiratete und sechs Kinder hatte, darunter Tito Angelini.
Er wurde beauftragt, die griechischen Vasen aus der Sammlung des englischen Botschafters Sir William Hamilton für von Ferdinand IV. von Bourbon zu zeichnen; dann beauftragte ihn der Marchese Nicola Vivenzio mit der Zeichnung seiner reichen Vasen-Sammlung, aber er konnte diese Verpflichtung wegen der Aufstände von 1799 nicht erfüllen.
Er lehrte zunächst an der Accademia del Disegno, an der Manifattura di San Carlo alle Mortelle, dann an der Real Fabbrica della Porcellana in Capodimonte. 1808 wurde er zum Revisor der Königlichen Druckerei und zum Schatzmeister der Scuola di Disegno ernannt; in den folgenden zwei Jahren wurde er zum Professor der Scuola di Disegno an der Reale Accademia di Belle Arti ernannt. Er widmete sich intensiv dem Literaturunterricht, der vor allem von der neoklassischen Ästhetik inspiriert war.
Er wurde zu einer Schlüsselfigur in der Ausbildung junger Künstler aus dem Süden. Unter seinen Schülern befanden sich auch die Maler Filippo Balbi, Domenico Caldara, Federico Maldarelli, Giuseppe Mancinelli, Angelo Maria Mazzia, Vincenzo Marinelli, Vincenzo Morani und Floriano Pietrocola. Ab 1813 war er Leiter der Gemälderestaurierung am  Museo Borbonico. Er starb am 22. Juni 1853 in Neapel im Alter von 93 Jahren und wurde in der Chiesa dell'Arco in Porto begraben.

## Werke
Gemälde
- 1796- Porträt von einem Herren, Neapel, Museo di Villa Livia
- Porträt von Caterina Rega, Gattin des Steinschneideres F. Rega, Neapel, Collezione Rega
- Porträt von Maria Karolina von Österreich, Neapel, Museo di San Martino
- Porträt von Niccola Zingarelli, Neapel, Museo di San Martino
- Porträt von Carolina Murat, Neapel, Museo di San Martino
- Porträt von Filippo Tagliolini, Neapel, Museo di San Martino
- 1809- Porträt von Giuseppe Bonaparte, Palast von Caserta
- Porträt von Giuseppe Piazzi, Neapel, Osservatorio astronomico di Capodimonte
- Porträt von Horatio Nelson
- Porträt von Angelo Maria Ricci
- Porträt des Prinzen von Avella
- Porträt von Melchiorre Delfico
- Porträt von Marchese Venuti
- Porträt von Nicolò Zingarelli
- Porträt von Bruno Amantea
- Porträt des Herzogs von Carigliano

Zeichnungen und Pastelle
- 1813 Schlacht von Abukir, Neapel, Museo di Capodimonte
- Studie eines Fußes, 1780?, Galleria dell’Accademia (Napoli)
- Studie eines Beines, 1780?, Neapel, Galleria dell’Accademia
- Aktstudie, 1875, Aktstudie 1800 und Aktstudie 1801, Neapel, Galleria dell’Accademia
- Jupiterkopf, 1785, und Jupiterkopf, 1800, Neapel, Galleria dell’Accademia
- Selbstporträt, 1798, Neapel, Galleria dell’Accademia
- Studium einer Statue, 1800, Neapel, Galleria dell’Accademia
- Portrait seines Bruders Loreto, 1801, Neapel, Galleria dell’Accademia
- Porträt seiner Tochter Teresa, Neapel, Galleria dell’Accademia[5]

Schriften
- Alcune idee di Costanzo Angelini per promuovere le arti liberali. Francesco del Vecchio, Neapel 1820.
- Osservazioni sulle accademie pittoriche per rendersi utili. Tipografia Cataneo del Reale Albergo dei Poveri, Neapel 1821.
- Sonetti. Tipografia del Regio Incisore C. Cataneo Vico Colonne Cariati n. 22, Neapel 1827.
- Sonetti in onore del cavaliere Niccola Zingarelli. Tipografia del Regio Incisore C. Cataneo Vico Colonne Cariati n. 22, Neapel 1827.
- Costanzo Angelini: La pittura: ottave. Hrsg.: da’ tipi di Cataneo. Neapel 1829 (italienisch, archive.org).
- Francesco Alberi: Discorso sul disegno di Francesco Alberi pronunziato da lui medesimo, hrsg. von Costanzo Angelini, Internet Archive, Napoli, Cataneo, Neapel 1840.

## Bildergalerie

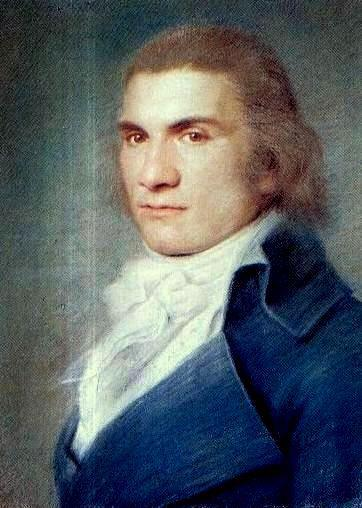
Porträt des Bruders Loreto
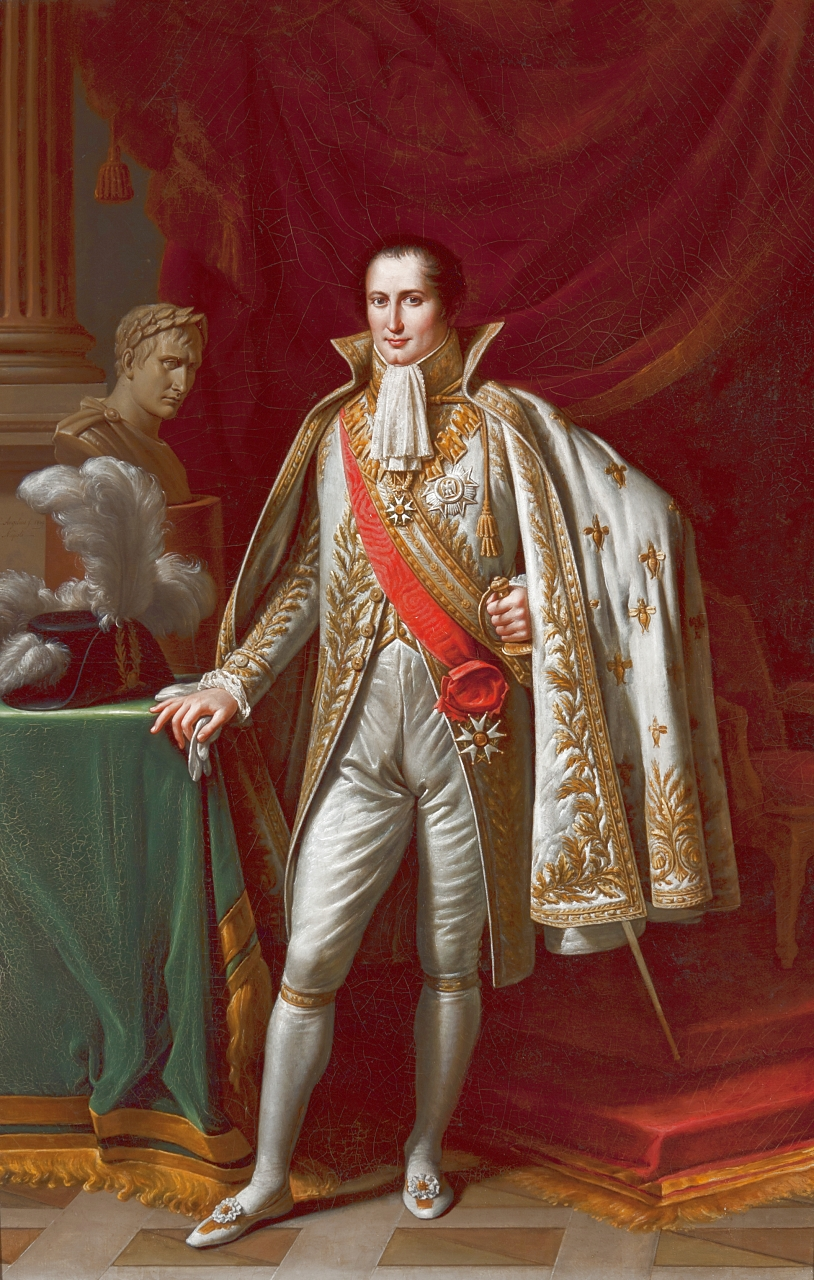
Porträt von Joseph Bonaparte
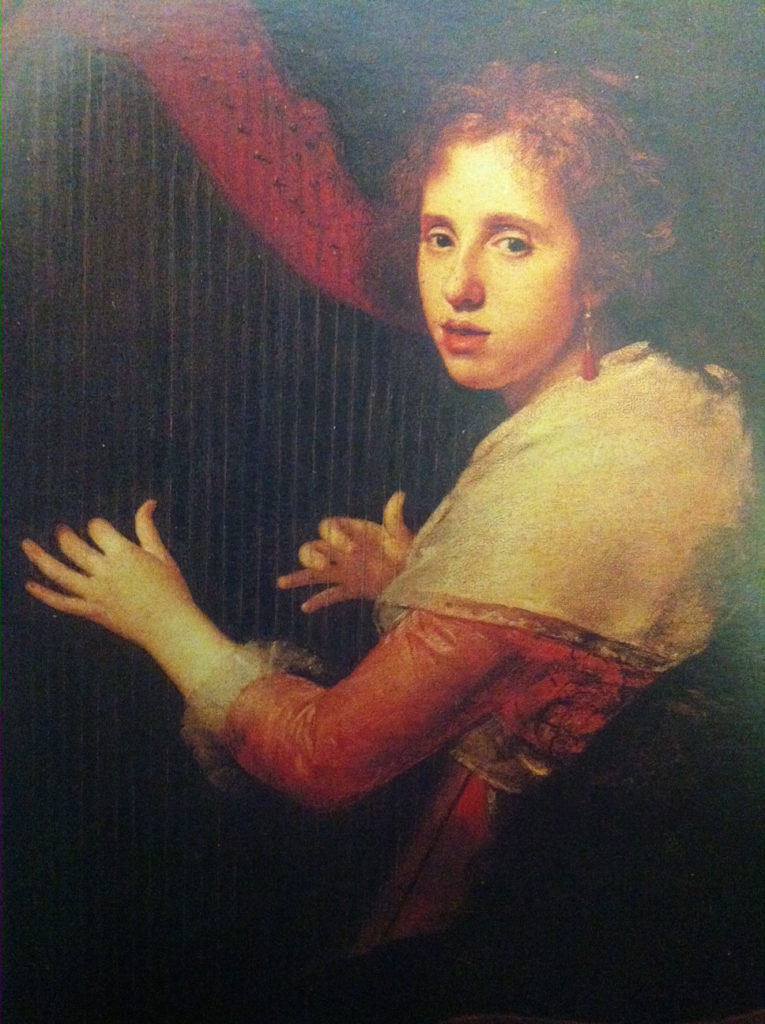
Porträt von Caterina Rega
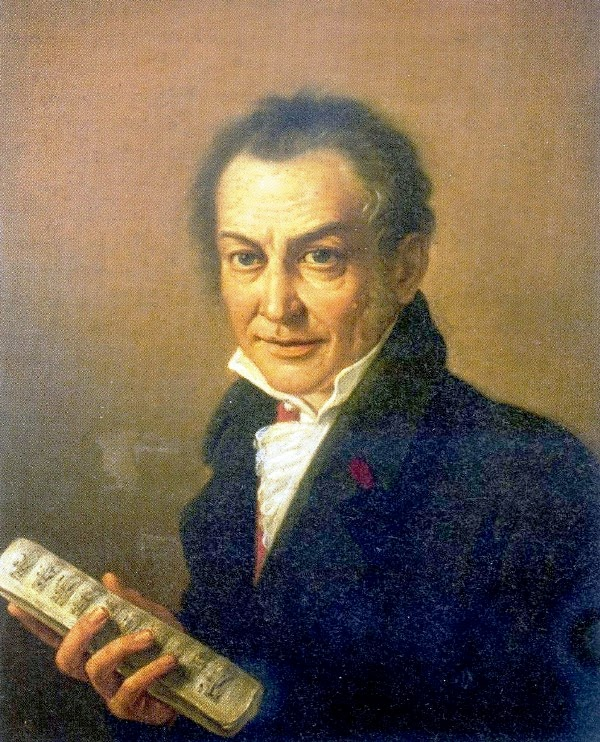
Porträt von Niccola Zingarelli
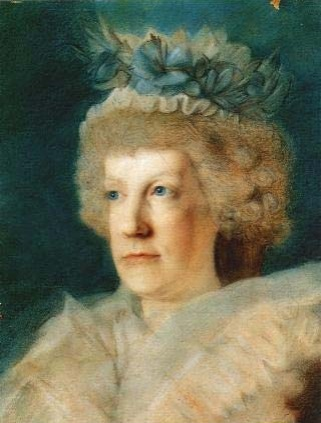
Porträt von Maria Karolina von Österreich